# Ouderschapsverlof
Ouderschapsverlof is een wettelijke regeling die is bedoeld om ouders de mogelijkheid te geven om tijdelijk minder te gaan werken. De achterliggende gedachte is dat de ouder tijdens het ouderschapsverlof zorgt voor zijn/haar kind, maar dat is niet verplicht; ouderschapsverlof kan bijvoorbeeld ook opgenomen worden om op vakantie te gaan.
De regeling bestaat in Nederland sinds 1 juli 1997. Het recht op ouderschapsverlof is daar vastgelegd in hoofdstuk 6 van de Wet arbeid en zorg (WAZORG).
Ook in België geldt een dergelijke regeling gebaseerd op het K.B. van 29 oktober 1997 tot invoering van een recht op ouderschapsverlof in het kader van de onderbreking van de beroepsloopbaan.

## Nederland

### Recht op ouderschapsverlof
Een ouder heeft recht op ouderschapsverlof voor zijn/haar kind in de leeftijd tot 8 jaar (dus tot en met 7 jaar). Het kind moet op hetzelfde adres wonen als de ouder, en de ouder moet duurzaam zorgen voor het kind. Dit betekent dat ouderschapsverlof ook opgenomen kan worden voor geadopteerde kinderen, stiefkinderen en pleegkinderen. Per kind heeft een ouder één keer recht op ouderschapsverlof.
De ouder heeft wettelijk gezien geen recht op doorbetaling van het loon tijdens het ouderschapsverlof. De werkgever mag wel het loon doorbetalen. De ouder kan het ouderschapsverlof ook financieren door geld op te nemen van zijn levenslooptegoed. 
De ouder heeft recht op een hoeveelheid ouderschapsverlof die overeenkomt met 26 keer zijn wekelijkse arbeidsduur. Werkt de ouder normaal gesproken 40 uur per week, dan heeft hij/zij recht op 26 × 40 = 1.040 uur (130 dagen) ouderschapsverlof. Er bestaat tegenwoordig geen standaardregel meer over de hoogte en de duur van het ouderschapsverlof. Werknemer kan het ouderschapsverlof flexibel opnemen. De werkgever mag in principe de aanvraag om ouderschapsverlof niet weigeren. Dit mag alleen als het verlof het bedrijf ernstig in de problemen brengt. De hoeveelheid ouderschapsverlof geldt per kind. Ook als de ouder een tweeling heeft, heeft hij/zij recht op twee keer de maximale hoeveelheid ouderschapsverlof.
Een ouder kan niet ontslagen worden omdat hij/zij ouderschapsverlof opneemt. De ouder kan wel tijdens het ouderschapsverlof om een andere reden ontslagen worden.

### Loonheffingskorting
Van 2009 tot 2015 kon iedere ouder die ouderschapsverlof opnam, aanspraak maken op ouderschapsverlofkorting (een heffingskorting), van 4,24 euro (in 2013) per verlofuur (50% van het wettelijk minimumloon over de verlofuren). Voorheen was deze korting alleen beschikbaar voor deelnemers aan de levensloopregeling. Per 1 januari 2015 is de ouderschapsverlofkorting afgeschaft met de Wet hervorming kindregelingen. Volgens de regering was deze fiscale stimulering van ouderschapsverlof weinig effectief, omdat deze niet bepalend lijkt te zijn voor het al dan niet opnemen van ouderschapsverlof. Ook zonder de ouderschapsverlofkorting is men bereid om ouderschapsverlof op te nemen. Daarnaast is de ouderschapsverlofkorting ingewikkeld voor zowel de werknemer als de werkgever.

### Ziekte
Als de ouder ziek wordt tijdens het ouderschapsverlof, blijft het ouderschapsverlof gewoon doorlopen. Voor de uren dat je nog aan het werk was tijdens het ouderschapsverlof gelden de normale loondoorbetalingsregels (wettelijk: 70%, eventueel meer op basis van een cao), voor de uren ouderschapsverlof gelden deze niet.

### Nieuwe Europese regelgeving
Door een nieuwe Europese richtlijn (d.d. 4 april 2019) moet de Nederlandse regering binnen 3 jaar betaald ouderschapsverlof van minimaal 2 maanden invoeren. Het Europees Parlement heeft bepaald dat ouders recht hebben op minimaal vier maanden ouderschapsverlof, waarvan minimaal twee maanden betaald. Hoeveel er betaald moet worden, alsmede of de werkgever of de overheid het verlof betaalt, is aan het kabinet. Uiterlijk in april 2022 moet deze nieuwe richtlijn zijn ingevoerd in Nederland. In april 2020 werd bekend dat vanaf augustus 2022 negen weken van het ouderschapsverlof deels zullen worden doorbetaald.

### Geschiedenis
De verlofregeling duurde voorheen 13 weken, maar per 1 januari 2009 is het ouderschapsverlof verlengd naar 26 weken.

## België
Het ouderschapsverlof is in België een vorm van thematisch verlof dat kan worden opgenomen als een volledige of gedeeltelijk onderbreking van de tewerkstelling.
Het ouderschapsverlof moet starten voor de 12de verjaardag van het kind. Onder bepaalde voorwaarde kan de leeftijdsvoorwaarde verlengd worden tot 21 jaar indien het kind een fysieke of mentale handicap vertoont.
Het kind moet niet op hetzelfde adres wonen als de ouder die het ouderschapsverlof opneemt. Enkel biologische ouders en adoptieouders hebben recht op ouderschapsverlof. Dit betekent dat stiefouders en pleegouders geen ouderschapsverlof kunnen opnemen.
In de privé-sector en bij lokale en provinciale besturen moet de ouder een jaar in dienst zijn voordat hij/zij ouderschapsverlof mag opnemen. In de rest van de openbare sector en het onderwijs is er geen anciënniteitsvoorwaarde.
Elke ouder heeft recht op vier perioden ouderschapsverlof per kind, die naar keuze opgenomen kunnen worden als 1 maand volledige onderbreking, 2 maanden 1/2-ouderschapsverlof of 5 maanden 1/5-ouderschapsverlof. Zo kan een ouder het werk maximaal 4 maanden volledig onderbreken. De vier perioden hoeven echter niet aaneensluitend opgenomen te worden. Beide ouders hebben elk recht op vier perioden ouderschapsverlof, maar kunnen deze niet onderling overdragen.
Voor de dagen waarop er niet gewerkt wordt is er geen recht op loon. De RVA betaalt een vergoeding voor de eerste 3 perioden ouderschapsverlof, en voor de vierde periode indien het kind is geboren of geadopteerd na 7 maart 2012.
Een ouder kan niet ontslagen worden omdat hij/zij ouderschapsverlof opneemt. De ouder kan wel tijdens het ouderschapsverlof om een andere reden ontslagen worden.
In 2020 werd tijdens de coronacrisis in België een speciale vorm van ouderschapsverlof in het leven geroepen, zowel voor werknemers, als voor zelfstandigen, waar in korte tijd meer dan 60.000 mensen gebruik van maakten.